# Gouvernement technique
Un gouvernement technique ou gouvernement de techniciens ou encore gouvernement d'experts, est un type de gouvernement intégralement composé de hauts fonctionnaires ou d'experts dans différents domaines qui ont pour particularité de ne pas être affiliés à un parti politique ou à une coalition politique,. Généralement, le gouvernement technique est formé dans l'urgence pour faire face à des problèmes institutionnels ou des crises économiques quand il n'est pas possible de constituer un gouvernement de personnalités partisanes sans se heurter à des vetos car il n'y a pas de majorité politique stable à la chambre basse.
L’expression « gouvernement technique » est associée dans le contexte du régime parlementaire de la Deuxième République italienne aux exécutifs présidés par Carlo Azeglio Ciampi en 1993, Lamberto Dini en 1995, Mario Monti en 2011 et Mario Draghi en 2021, qui sont tous apparus dans le contexte d’une absence de majorité parlementaire capable de soutenir une coalition partisane, une situation qui a poussé à la nomination d’un président du conseil des ministres capable de constituer un cabinet soutenu par la majorité (ou même parfois de l'ensemble) des forces politiques d'après une logique d’union nationale.
On associe ce type de gouvernement à la technocratie car le gouvernement de techniciens se veut être une tentative de résoudre les problèmes d’un pays d’une manière qui serait plus scientifique, rationnelle et rigoureuse qu'un gouvernement partisan et pouvant se placer au-delà de toutes les oppositions politico-idéologiques car il n'obéit pas à des intérêts partisans.
Selon Peppino Ortholeva, le gouvernement des experts dans la politique italienne tirait sa légitimité de son style impersonnel. Ce caractère impersonnel d’un gouvernement d’experts a eu un intérêt double dans la situation italienne : il avait permis d'une part de mettre fin à la starification des personnalités politiques instaurées lors de la politique berlusconienne, grâce à des personnalités dans leur composition qui concentreront moins l'attention sur elles car elles paraissent moins ambitieuses et plus attentives à la résolution des problèmes mais aussi en raison d'un style de communication moins agressif et plus concret que le style de communication des précédents gouvernements. D'autre part, le gouvernement technique avait permis de répondre avec une impression de neutralité à une crise d’un système politique qui était caractérisé par un clientélisme politique forcené.
Le gouvernement des experts apparaît comme un compromis acceptable et temporaire entre la souveraineté nationale et les contraintes « objectives » qu'entraînent l’économie mondialisée.
Toutefois, cela n'empêche pas ce type de gouvernement d'être critiqué pour contrevenir à la démocratie représentative, en étant parfois qualifié de «gouvernement de nerds». En effet, quand il prendra des décisions défavorables pour une partie croissante de la population, selon Ortholeva, il est tentant de considérer ce gouvernement d'experts comme l’interprète d’un économisme car ses politiques économiques sont le reflet de l'idéologie néolibérale, idéologie souvent qualifiée par ses partisans  comme « sans alternative », et qui tend à opposer l’éthique des droits humains contre la technique des mathématiques à respecter. Ortholeva estime que si un gouvernement d’experts se prolonge au-delà d’un temps d’exception (six mois en général), il deviendra tôt ou tard un gouvernement « ordinaire » qui aurait profité de la situation exceptionnelle pour arriver au pouvoir de façon peu démocratique.